# Nuestra Belleza Latina 2016
Nuestra Belleza Latina 2016 (también conocida como NBL VIP) fue la décima temporada de Nuestra Belleza Latina, emitida por la cadena Univision. Se empezó a emitir el 28 de febrero de 2016. 
La ganadora de esa temporada fue Clarissa Molina de República Dominicana, quien se convirtió en la primera ganadora de ese concurso en ser coronada por una compatriota. Francisca Lachapel, fue la ganadora de  Nuestra Belleza Latina 2015, generando así el primer "Back to Back" en la historia de Nuestra Belleza Latina. Molina, obtuvo un contrato por un año en la cadena televisiva, 250 000 dólares y un coche.

## Resultados 2016
| Resultados                  | Concursantes | Concursantes |
| --------------------------- | --- | ------------ |
| Nuestra Belleza Latina 2016 | - República Dominicana - Clarissa Molina |              |
| 2° Lugar                    | - México - Setareh Khatibi |              |
| 3° Lugar                    | - Puerto Rico - Catherine Castro |              |
| 4° Lugar                    | - Colombia - Bárbara Turbay |              |
| 5° Lugar                    | - México - Ligia De Uriarte |              |
| 6° Lugar                    | - 🇵🇷 Puerto Rico- Patricia Corcino |              |
| 7° Lugar                    | - Guatemala - Josephine Ochoa |              |
| 8° Lugar                    | - Honduras - Nathalia Casco* |              |
| 9° Lugar                    | - República Dominicana - Zoila Ceballos |              |
| 10° Lugar                   | - México - Anna Valencia |              |
| 11° Lugar                   | - México - Berenice Guzmán |              |
| 12° Lugar                   | - Cuba - Lisandra Silva |              |
| Top 20                      | - Venezuela - Karol Scott - Ecuador - Diana Cano - Colombia - Nicole Suárez - Colombia - Valeria Moreno - República Dominicana/ México - Susie De Los Santos - México - Leticia Castro - México - Fanny Vargas - México - Cynthia Pérez |              |
| Top 25                      | - Venezuela - Bárbara Moros - Cuba - Martha María López - México - Cynthia Piña - México - Miriam Hernández - México - Marina Ruíz |              |
| Excluida                    | - México - Prissila Sánchez |              |

- Priscila Sánchez, mexicana, fue excluida por estar embarazada.
- (*) Nathalia Casco, hondureña, renunció por decisión propia, y fue sustituida por la puertorriqueña Patricia Corcino.

## Candidatas
Las concursantes que han anunciado su participación:
|    | Temporada Original       | Resultado Original | Candidata                   | Edad | País                 |
| -- | ------------------------ | ------------------ | --------------------------- | ---- | -------------------- |
| 1  | NBL ★ 2007 (Temporada 1) | 9º Lugar           | Martha María López          | 28   | Cuba                 |
| 2  | NBL ★ 2008 (Temporada 2) | 4º Lugar           | Zoila Ceballos              | 30   | República Dominicana |
| 3  | NBL ★ 2008 (Temporada 2) | 5º Lugar           | Leticia Castro              | 26   | México               |
| 4  | NBL ★ 2009 (Temporada 3) | 6º Lugar           | Berenice Guzmán             | 33   | México               |
| 5  | NBL ★ 2009 (Temporada 3) | 10º Lugar          | Susie de los Santos         | 27   | República Dominicana |
| 6  | NBL ★ 2009 (Temporada 3) | 11º Lugar          | Anna Valencia               | 27   | México               |
| 7  | NBL ★ 2010 (Temporada 4) | 4º Lugar           | Bárbara Moros               | 29   | Venezuela            |
| 8  | NBL ★ 2010 (Temporada 4) | 10º Lugar          | Cynthia Piña                | 32   | México               |
| 9  | NBL ★ 2011 (Temporada 5) | 3º Lugar           | Nicole Suárez               | 24   | Colombia             |
| 10 | NBL ★ 2011 (Temporada 5) | 5º Lugar           | Miriam Hernández            | 24   | México               |
| 11 | NBL ★ 2011 (Temporada 5) | 6º Lugar           | Patricia Corcino            | 27   | Puerto Rico          |
| 12 | NBL ★ 2011 (Temporada 5) | 7º Lugar           | Diana Cano                  | 29   | Ecuador              |
| 13 | NBL ★ 2012 (Temporada 6) | 2º Lugar           | Setareh Khatibi             | 29   | México               |
| 14 | NBL ★ 2012 (Temporada 6) | 3º Lugar           | Karol Scott                 | 28   | Venezuela            |
| 15 | NBL ★ 2012 (Temporada 6) | 5º Lugar           | Fanny Vargas                | 28   | México               |
| 16 | NBL ★ 2012 (Temporada 6) | 12º Lugar          | Ligia de Uriarte            | 24   | México               |
| 17 | NBL ★ 2013 (Temporada 7) | 4º Lugar           | Bárbara Turbay              | 24   | Colombia             |
| 18 | NBL ★ 2013 (Temporada 7) | 8º Lugar           | Marina Ruiz                 | 24   | México               |
| 19 | NBL ★ 2014 (Temporada 8) | 2º Lugar           | Josephine Ochoa             | 23   | Guatemala            |
| 20 | NBL ★ 2014 (Temporada 8) | 7º Lugar           | Prissila Sánchez (Renunció) | 28   | México               |
| 21 | NBL ★ 2014 (Temporada 8) | 9º Lugar           | Valeria Moreno              | 23   | Colombia             |
| 22 | NBL ★ 2015 (Temporada 9) | 2º Lugar           | Nathalia Casco (Renunció)   | 29   | Honduras             |
| 23 | NBL ★ 2015 (Temporada 9) | 3º Lugar           | Catherine Castro            | 23   | Puerto Rico          |
| 24 | NBL ★ 2015 (Temporada 9) | 4º Lugar           | Clarissa Molina             | 24   | República Dominicana |
| 25 | NBL ★ 2015 (Temporada 9) | 7º Lugar           | Cynthia Pérez               | 27   | México               |
| 26 | NBL ★ 2015 (Temporada 9) | 8º Lugar           | Lisandra Silva              | 28   | Cuba                 |

- SemiFinalista,  Karol Scott representando NBL ★ 2012 (Temporada 6) fue nominada para convertirse en la candidata Número 12, pero fue eliminada.

|  |          |
|  | Elegidas |

Las concursantes nominadas para llenar los dos últimos puestos (25 y 26) en la competición.
(2 concursantes seleccionadas en la primera gala que componen las 26 semifinalistas)
|   | Temporada Original       | Resultado Original | Candidata       | Edad | País                 |
| - | ------------------------ | ------------------ | --------------- | ---- | -------------------- |
| 1 | NBL ★ 2010 (Temporada 4) | 3º Lugar           | Tatiana Delgado | 26   | Puerto Rico          |
| 2 | NBL ★ 2013 (Temporada 7) | 2º Lugar           | Audris Rijo     | 30   | República Dominicana |

## Orden de eliminaciones

### Semifinalistas
| Temporada anterior       | Concursante         | Puestos anteriores | All Star Rango | Años | Altura          | En representación de país | Resultado                      |
| ------------------------ | ------------------- | ------------------ | -------------- | ---- | --------------- | ------------------------- | ------------------------------ |
| NBL ★ 2014 (Temporada 8) | Prissila Sánchez    | 7º lugar           | Top 26         | 28   | 1,65 m (5′ 5″)  | México                    | Renunció el 6 de marzo de 2016 |
| NBL ★ 2007 (Temporada 1) | Martha María López  | 9º lugar           | Top 25         | 28   | 1,59 m (5′ 3″)  | Cuba                      | Eliminadas 13 de marzo de 2016 |
| NBL ★ 2010(Temporada 4)  | Bárbara Moros       | 4º lugar           | Top 25         | 27   | 1,73 m (5′ 8″)  | Venezuela                 | Eliminadas 13 de marzo de 2016 |
| NBL ★ 2010(Temporada 4)  | Cynthia Piña        | 10º lugar          | Top 25         | 32   | 1,64 m (5′ 5″)  | México                    | Eliminadas 13 de marzo de 2016 |
| NBL ★ 2011 (Temporada 5) | Miriam Hernández    | 5º lugar           | Top 25         | 26   | 1,55 m (5′ 1″)  | México                    | Eliminadas 13 de marzo de 2016 |
| NBL ★ 2013 (Temporada 7) | Marina Ruiz         | 5º lugar           | Top 25         | 24   | 1,70 m (5′ 7″)  | México                    | Eliminadas 13 de marzo de 2016 |
| NBL ★ 2008 (Temporada 2) | Leticia Castro      | 5º lugar           | Top 20         | 26   | 1,60 m (5′ 3″)  | México                    | Eliminadas 13 de marzo de 2016 |
| NBL ★ 2009 (Temporada 3) | Susie de Los Santos | 10º lugar          | Top 20         | 27   | 1,73 m (5′ 8″)  | República Dominicana      | Eliminadas 13 de marzo de 2016 |
| NBL ★ 2011 (Temporada 5) | Nicole Suárez       | 3º lugar           | Top 20         | 24   | 1,66 m (5′ 5″)  | Colombia                  | Eliminadas 13 de marzo de 2016 |
| NBL ★ 2011 (Temporada 5) | Diana Cano          | 7º lugar           | Top 20         | 29   | 1,68 m (5′ 6″)  | Ecuador                   | Eliminadas 13 de marzo de 2016 |
| NBL ★ 2012 (Temporada 6) | Fanny Vargas        | 5º lugar           | Top 20         | 28   | 1,63 m (5′ 4″)  | México                    | Eliminadas 13 de marzo de 2016 |
| NBL ★ 2014 (Temporada 8) | Valeria Moreno      | 9º lugar           | Top 20         | 23   | 1,65 m (5′ 5″)  | Colombia                  | Eliminadas 13 de marzo de 2016 |
| NBL ★ 2015 (Temporada 9) | Cynthia Pérez       | 7º lugar           | Top 20         | 27   | 1,68 m (5′ 6″)  | México                    | Eliminadas 13 de marzo de 2016 |
| NBL ★ 2012 (Temporada 6) | Karol Scott         | 3º lugar           | Top 13         | 28   | 1,78 m (5′ 10″) | Venezuela                 | Eliminadas 20 de marzo de 2016 |

### Finalistas
| Temporada anterior       | Concursante      | Puestos anteriores | All Star Rango        | Años | Altura          | En rrepresentación de país | Resultado                     |
| ------------------------ | ---------------- | ------------------ | --------------------- | ---- | --------------- | -------------------------- | ----------------------------- |
| NBL ★ 2015 (Temporada 9) | Lisandra Silva   | 8º lugar           | 12º Lugar             | 29   | 1,70 m (5′ 7″)  | Cuba                       | Eliminada 27 de marzo de 2016 |
| NBL ★ 2009 (Temporada 3) | Berenice Guzmán  | 6º lugar           | 11º lugar             | 33   | 1,69 m (5′ 7″)  | México                     | Eliminada 3 de abril de 2016  |
| NBL ★ 2009 (Temporada 3) | Anna Valencia    | 11º lugar          | 10º lugar             | 27   | 1,68 m (5′ 6″)  | México                     | Eliminada 10 de abril de 2016 |
| NBL ★ 2008 (Temporada 2) | Zoila Ceballos   | 4º lugar           | 9º lugar              | 30   | 1,73 m (5′ 8″)  | República Dominicana       | Eliminada 17 de abril de 2016 |
| NBL ★ 2015 (Temporada 9) | Nathalia Casco   | Virreina           | 8º lugar              | 29   | 1,70 m (5′ 7″)  | Honduras                   | Renunció 24 de abril de 2016  |
| NBL ★ 2014 (Temporada 8) | Josephine Ochoa  | Virreina           | 7º lugar              | 23   | 1,68 m (5′ 6″)  | Guatemala                  | Eliminada 1 de mayo de 2016   |
| NBL ★ 2011 (Temporada 5) | Patricia Corcino | 6º lugar           | 6º lugar              | 27   | 1,70 m (5′ 7″)  | Puerto Rico                | Eliminada 8 de mayo de 2016   |
| NBL ★ 2012 (Temporada 6) | Ligia de Uriarte | 12º lugar          | 5º lugar              | 24   | 1,68 m (5′ 6″)  | México                     | Eliminada 15 de mayo de 2016  |
| NBL ★ 2013 (Temporada 7) | Bárbara Turbay   | 4º lugar           | 4º lugar              | 24   | 1,77 m (5′ 10″) | Colombia                   | 3ra Finalista                 |
| NBL ★ 2015 (Temporada 9) | Catherine Castro | 3º lugar           | 3º lugar              | 25   | 1,68 m (5′ 6″)  | Puerto Rico                | 2da Finalista                 |
| NBL ★ 2012 (Temporada 6) | Setareh Khatibi  | Virreina           | Virreina              | 29   | 1,72 m (5′ 8″)  | México                     | Virreina                      |
| NBL ★ 2015 (Temporada 9) | Clarissa Molina  | 4º lugar           | Ganadora NBL VIP 2016 | 24   | 1,77 m (5′ 10″) | República Dominicana       | Ganadora 22 de mayo de 2016   |